# ВХЛ в сезоне 2012/2013
ВХЛ в сезоне 2012/2013 — третий сезон чемпионата Высшей хоккейной лиги. Он стартовал 9 сентября 2012 года в Нефтекамске матчем между «Торосом» и «Рубином» и завершился 30 апреля 2013 года розыгрышем Кубка Петрова («Братины»), обладателем которого стала команда «Торос», обыгравшая в финале казахстанскую «Сарыарку».

## Межсезонье
В межсезонье команды ВХЛ участвовали в различных турнирах. В таблице отражено, в каких:
| Турнир                                                                               | Город (Страна) | Страны                      | Участники                                                       | Дата начала | Дата окончания | Победитель      |
| ------------------------------------------------------------------------------------ | -------------- | --------------------------- | --------------------------------------------------------------- | ----------- | -------------- | --------------- |
| Международный турнир, посвященный памяти губернатора Гродненской области А. И. Дубко | Гродно         | Беларусь, Россия, Казахстан | Неман, Бейбарыс, ХК Лида, Титан                                 | 6 августа   | 9 августа      | Неман           |
| Турнир «Каменный цветок»                                                             | Екатеринбург   | Россия, Чехия               | Автомобилист, Молот-Прикамье, Маунтфилд-Ческебудеевице, Спутник | 8 августа   | 12 августа     | Автомобилист    |
| Кубок Лады-2012                                                                      | Тольятти       | Россия                      | Лада, Торос, Дизель, ХК Саров                                   | 9 августа   | 12 августа     | Торос           |
| Турнир на приз губернатора Тверской области                                          | Тверь          | Россия                      | ТХК, Динамо, Кристалл, Локомотив ВХЛ                            | 14 августа  | 17 августа     | Динамо          |
| Турнир «Кубок Президента Республики Казахстан»                                       | Астана         | Казахстан                   | Барыс, Казцинк-Торпедо, сборная Казахстана, Югра, СКА           | 8 августа   | 13 августа     | СКА             |
| Кубок Прикамья-2012                                                                  | Пермь          | Россия                      | Молот-Прикамье, Рубин, Зауралье, Казцинк-Торпедо                | 21 августа  | 23 августа     | Молот-Прикамье  |
| Турнир, посвященный Дню города Орск                                                  | Орск           | Россия                      | Южный Урал, ХК ВМФ, Спутник, Сокол, Ермак                       | 21 августа  | 25 августа     | Южный Урал      |
| Кубок Дизеля-2012                                                                    | Пенза          | Россия                      | Дизель, Локомотив ВХЛ, Буран, ХК Саров                          | 23 августа  | 26 августа     | Локомотив ВХЛ   |
| Традиционный турнир памяти В. С. Тарасова                                            | Ижевск         | Россия                      |                                                                 | 23 августа  | 26 августа     | Турнир отменён. |
| Турнир «Coupe Des Bains 2012»                                                        | Швейцария      | Швейцария, Чехия, Россия    | Женева-Серветт, Пираты Хомутов, Лада                            | 29 августа  | 1 сентября     |                 |
| Международный турнир                                                                 | Уфа            | Россия, Чехия               | Салават Юлаев, Торос, Металлург (Новокузнецк), Энергия          | 30 августа  | 1 сентября     |                 |
| Турнир, посвященный 35-летию ХК Буран                                                | Воронеж        | Россия                      | Буран, Кубань, ТХК, Кристалл                                    | 31 августа  | 2 сентября     |                 |
| Турнир, посвященный Дню работника нефтяной и газовой отраслей промышленности         | Альметьевск    | Россия                      | Нефтяник, Молот-Прикамье, Ариада-Акпарс, Дизель                 | 1 сентября  | 3 сентября     |                 |
| Турнир памяти Н. В. Парышева                                                         | Курган         | Россия                      | Зауралье, Дизель, Сокол, Южный Урал                             | 3 сентября  | 5 сентября     | Зауралье        |

Также команды проводили товарищеские матчи как и с командами других лиг и стран, так и с командами ВХЛ:
| Дата проведения | Место проведения | Хозяева         | Счёт | Гости          |
| --------------- | ---------------- | --------------- | ---- | -------------- |
| 1 августа       | Берунсти         | Берунстии Беарс | 1:1  | Ариада-Акпарс  |
| 8 августа       | Берунсти         | Ариада-Акпарс   | 6:2  | Берунсти Беарс |
| 17 августа      | Волжск           | Ариада-Акпарс   | 3:1  | Барс           |
| 18 августа      | Волжск           | Ариада-Акпарс   | 8:5  | Барс           |
| 24 августа      | Волжск           | Ариада-Акпарс   | 3:2  | Ижсталь        |
| 25 августа      | Волжск           | Ариада-Акпарс   | 2:0  | Ижсталь        |
| 28 августа      | Ижевск           | Ижсталь         | 2:3  | Ариада-Акпарс  |
| 29 августа      | Ижевск           | Ижсталь         | 0:2  | Ариада-Акпарс  |

| Дата проведения | Место проведения | Хозяева | Счёт  | Гости              |
| --------------- | ---------------- | ------- | ----- | ------------------ |
| 10 августа      | Воронеж          | Буран   | 3:1   | Кристалл (Саратов) |
| 11 августа      | Воронеж          | Буран   | 4:1   | Кристалл (Саратов) |
| 15 августа      | Воронеж          | Буран   | 6:0   | Липецк             |
| 18 августа      | Рязань           | Рязань  | 3:4 Б | Буран              |
| 19 августа      | Рязань           | Рязань  | 1:5   | Буран              |

| Дата проведения | Место проведения | Хозяева           | Счёт  | Гости              |
| --------------- | ---------------- | ----------------- | ----- | ------------------ |
| 7 августа       | Балашиха         | Динамо (Балашиха) | 3:4   | Сокол (Красноярск) |
| 8 августа       | Балашиха         | Динамо (Балашиха) | 3:4 Б | Сокол (Красноярск) |
| 21 августа      | Клин             | Титан             | 3:1   | Динамо (Балашиха)  |

| Дата проведения | Место проведения | Хозяева                 | Счёт                        | Гости               |
| --------------- | ---------------- | ----------------------- | --------------------------- | ------------------- |
| 27 июля         | Тольятти         | Лада                    | 2:4                         | Нефтяник            |
| 28 июля         | Лиепая           | Металлург (Лиепая)      | 3:0 (1:0,1:0,1:0)           | Торос               |
| 31 июля         | Виерумяки        | ХК ВМФ                  | 1:2                         | Локомотив ВХЛ       |
| 1 августа       | Лиепая           | Металлург (Лиепая)      | 3:0                         | Казцинк-Торпедо     |
| 1 августа       | Беларусь         | Кубань                  | 3:6 (2:0,0:4,1:2)           | Неман               |
| 3 августа       | Лиепая           | Металлург (Лиепая)      | 4:2                         | Торос               |
| 3 августа       | Беларусь         | Юность-Минск            | 8:2                         | ХК Витебск          |
| 3 августа       | Беларусь         | Кубань                  | 5:4 Б (2:2,1:2,1:0,0:0,1:0) | ХК Гомель           |
| 4 августа       | Ангарск          | Ермак                   | 0:0                         | Соперник уточняется |
| 4 августа       | Альметьевск      | Нефтяник                | 0:2 (0:0,0:2,0:0)           | Ак Барс             |
| 6 августа       | Беларусь         | Кубань                  | 2:3 (1:1,1:1,0:1)           | Юность-Минск        |
| 6 августа       | Италия           | Фисп                    | 3:1                         | Сарыарка            |
| 6 августа       | Тверь            | ТХК                     | 5:0 (1:0,2:0,3:0)           | ХК Рязань           |
| 7 августа       | Италия           | Олтен                   | 7:3 (1:2,4:1,2:0)           | Сарыарка            |
| 8 августа       | Рига             | Нефтяник                | 1:2                         | Динамо (Рига)       |
| 8 августа       | Италия           | Лангнау Тайгерз         | 1:2 Б                       | Сарыарка            |
| 8 августа       | Рязань           | ХК Рязань               | 3:2                         | ТХК                 |
| 9 августа       | Челябинск        | Челмет                  | 2:1                         | Южный Урал          |
| 10 августа      | Орск             | Южный Урал              | 1:5                         | Челмет              |
| 11 августа      | Ижевск           | Ижсталь                 | 7:4                         | Прогресс            |
| 11 августа      | Паюлхати         | Рубин                   | 5:1                         | Сокол(Красноярск)   |
| 13 августа      | Паюлхати         | Рубин                   | 3:0                         | Сокол(Красноярск)   |
| 14 августа      | Электросталь     | Кристалл (Электросталь) | 2:4                         | ХК Рязань           |
| 14 августа      | Тольятти         | Лада                    | 6:2                         | Ижсталь             |
| 14 августа      | Орск             | Южный Урал              | 4:2                         | Челмет              |
| 15 августа      | Орск             | Южный Урал              | 1:2                         | Челмет              |
| 15 августа      | Валкеакоски      | Киеккохайт              | 1:5                         | ХК ВМФ              |
| 15 августа      | Швейцария        | Кубань                  | 4:0                         | Сарыарка            |
| 15 августа      | Орск             | Южный Урал              | 4:2                         | Челмет              |
| 16 августа      | Валкеакоски      | ХК ВМФ                  | 6:5 ОТ                      | Туто                |
| 17 августа      | Валкеакоски      | ХК ВМФ                  | 0:0                         | Лукко               |
| 17 августа      | Швейцария        | Кубань                  | 2:3 Б                       | Лангенталь          |
| 18 августа      | Тюмень           | Рубин                   | 5:2                         | Спутник             |
| 18 августа      | Челябинск        | Ермак                   | 0:0                         | Соперник уточняется |
| 18 августа      | Пермь            | Молот-Прикамье          | 4:2                         | Ижсталь             |
| 18 августа      | Швейцария        | Биль                    | 7:2                         | Кубань              |
| 18 августа      | Италия           | Сарыарка                | 4:1                         | сборная Италии      |
| 19 августа      | Пермь            | Молот-Прикамье          | 0:0                         | Ижсталь             |

### Фарм-договоры
В это межсезонье также изменись фарм-договоры между клубами ВХЛ и КХЛ:
| Клуб ВХЛ      | Старый клуб КХЛ         | Новый клуб КХЛ          |
| ------------- | ----------------------- | ----------------------- |
| Кубань        |                         | Витязь                  |
| ТХК           |                         | ЦСКА                    |
| Рязань        | Витязь                  | Сибирь                  |
| Ермак         | Металлург (Новокузнецк) |                         |
| Ариада-Акпарс |                         | Металлург (Новокузнецк) |
| Зауралье      | Сибирь                  | Авангард                |
| Юность-Минск  |                         | Динамо (Минск)          |

## Матч открытия
Матч открытия сезона 2012/2013 прошёл 9 сентября в Нефтекамске. На ледовой арене Нефтекамска встретились Торос и Рубин.
| 9 сентября 2012    | \| Торос (Нефтекамск) \| 4 : 3 ОТ (2:2 0:1 1:0 1:0) \| Рубин (Тюмень) \| | ЛДС Нефтекамск |
| Торос (Нефтекамск) | 4 : 3 ОТ (2:2 0:1 1:0 1:0)                                               | Рубин (Тюмень) |

| Торос (Нефтекамск) | 4 : 3 ОТ (2:2 0:1 1:0 1:0) | Рубин (Тюмень) |

## Клубы
С сезона 2012/2013 в лиге появились четыре новых клуба: «Сарыарка», «Кубань», «Буран» и ТХК. Вместо возрождённого «Локомотива», перешедшего в КХЛ, в ВХЛ выступал его новый фарм-клуб «Локомотив ВХЛ». Также вместо челябинского «Мечела» в лиге выступал его правопреемник «Челмет», а «Донбасс» перестал принимать участие в ВХЛ по причине перехода в КХЛ. 2 июля в лигу была принята минская «Юность».

## Состав команд
В сезоне 2012/2013 заявочный лист основной команды может включать не более 25 человек. Он должен включать:
- Не менее 5 хоккеистов в возрасте не старше 25 лет
- Не менее 5 хоккеистов в возрасте не старше 23 лет
- Одного хоккеиста в возрасте не старше 21 года в заявке на матч
- Одного хоккеиста в возрасте не старше 20 лет в заявке на матч
- Также команда может включить в команду игроков из КХЛ (но не более 5).

Все раунды в плей-офф (кроме 1/8 финала) будут проводиться до 4 побед.

## Регулярный чемпионат

### Формат
27 клубов ВХЛ объединены в одну группу, состоящую из всех команд. В ходе регулярного чемпионата команда проводит с каждым из соперников по 2 матча — по одному дома и на выезде. Всего команды проведут 52 матча.